# Dolmen d’Arreganyats

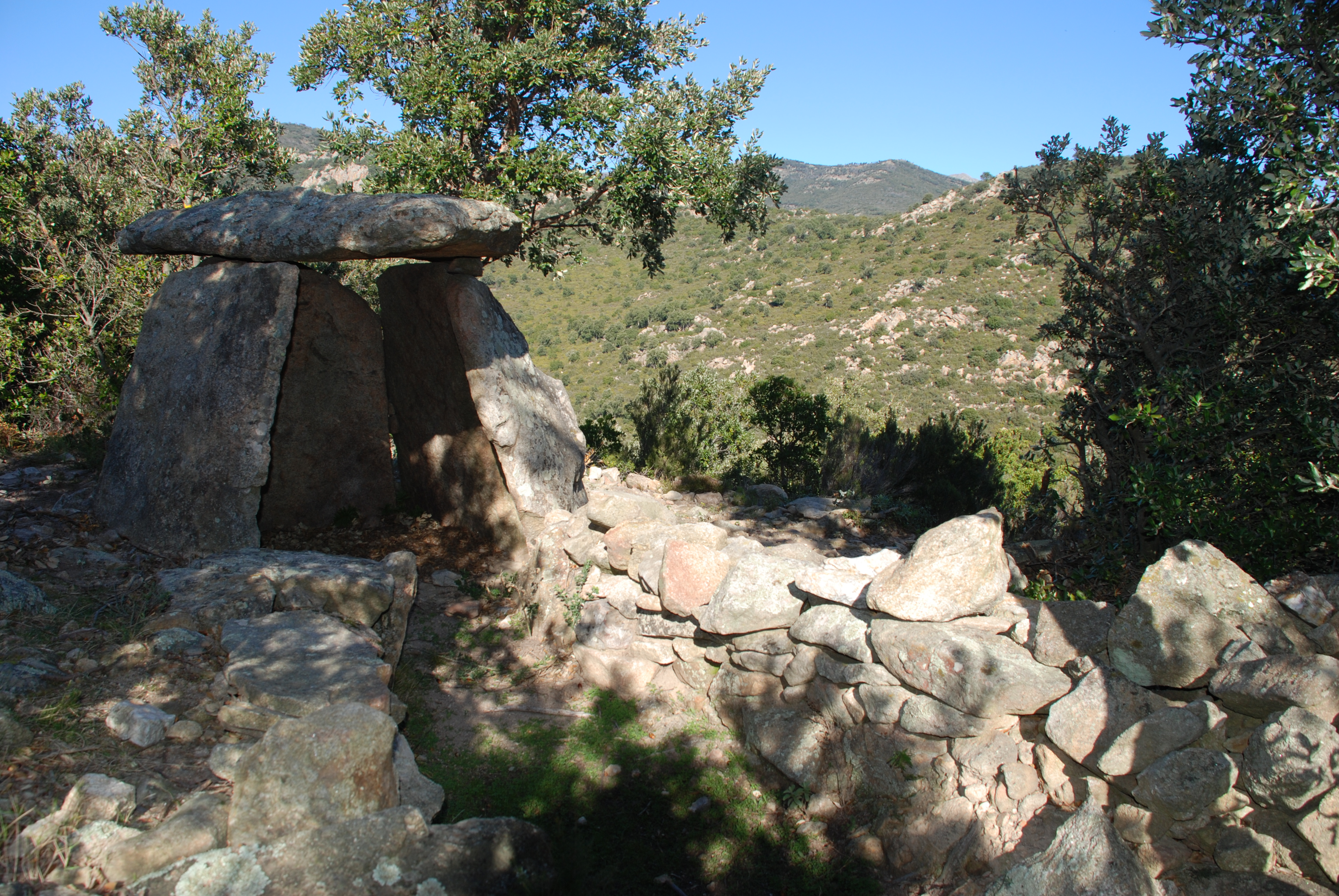
Dolmen von Arreganyats

Der Dolmen d’Arreganyats (oder de la Llosa) gehört mit zehn anderen Megalithanlagen zu den Dolmen von Espolla. Er liegt in einem Korkeichenwald nördlich von Espolla, in der Comarca Alt Empordà in der Provinz Girona in Katalonien in Spanien. 
Er wurde erstmals 1881 von Salvador Sanpere i Miquel (1840–1915) erwähnt. Im Jahr 1912 veröffentlichte Manuel Cazurro i Ruiz (1865–1935) die Anlage. Der Dolmen stammt etwa von 3450 v. Chr. und ist ein kurzes trapezförmiges Galeriegrab aus Granitplatten mit einem schmalen Gang aus Trockenmauerwerk und Granitplatten in dessen Innerem sich Keramikreste fanden.

## Ausgrabungen
- Zwischen 1915 und 1920 machen Pere Bosch i Gimpera (1891–1974) und Lluís Pericot i Garcia (1899–1978) Ausgrabungen. Sie betrieben den Wiederaufbau der Anlage (sie bekommt eine polygonale Kammer mit dem nur als Anfang gefundenen Gang) und klassifizieren sie als Galeriegrab.
- 1970 macht Joan Ruiz i Solanes eine Ergänzung, bei der eine Platte in ihre heutige Position gebracht wurde.
- 1979 begannen Josep Tarrús i Galter, Júlia Chinchilla y Sánchez, Josep Castells i Camp und Rosó Vilardell i Pascual mit der erneuten Ausgrabung und veröffentlichten die Ergebnisse 1982 und 1983.
- 1986 wird das Denkmal erstmals restauriert.
- 1988 gab es einen weiteren Eingriff durch Sara Aliaga, Oriol Mercadal und Josep Anton Molina.
- 1989 gab es eine Untersuchung durch Josep Tarrús i Galter und Júlia Chinchilla y Sanchez mit dem Ziel, Proben zu entnehmen und den Dolmen durch anfügen eines Ganges zu ergänzen.
- 1995 wurde von Josep Tarrús i Galter eine dringende Restaurierung durchgeführt.

In der Nähe liegen die Dolmen von Mas Girarols I und Dolmen von Mas Girarols II und der Dolmen de Morelles.